# Sanité Belair
Suzanne Bélair, kallad Sanité Belair, född ca 1781, död 5 oktober 1802, frihetskämpe som stred på Toussaint Louverture's sida som sergeant mot fransmännen på Haiti. 
Hon var en så kallad affranchi. Gift 1796 med brigadbefälet och senare generalen Charles Bélair, deltog hon själv i militär tjänst. Tillfångatagen av den napoleonska generalen Leclerc, överlämnade sig även hennes man till fångenskap för att inte överge henne. De dömdes båda till döden. På grund av hennes kön dömdes hon till halshuggning medan maken skulle arkebuseras. Hon var närvarande vid makens avrättning, där han lugnt bad henne att dö modigt, och ska sedan ha uppfört sig lika lugnt vid sin egen avrättning. Hon vägrade att ta på sig ögonbindel vid sin avrättning. 
Hon har kallats för en av den haitiska revolutionens fyra hjältinnor: Dédée Bazile, Sanité Bélair, Catherine Flon och Cécile Fatiman.

## Bild
- Charles And Sanite Belair - Painting by Kimathi Donkor (2002).